# کالین (استرالیا)
کالین (به انگلیسی: Kaleen) یک حومه شهر در استرالیا است که در قلمرو پایتختی استرالیا واقع شده‌است.